# Valle di Nomal
La Valle di Nomal è una valle nel distretto di Gilgit, parte della regione del Gilgit-Baltistan, nel Pakistan settentrionale. Il torrente Naltar passa al nord-est della valle e affluisce al fiume Hunza.

## Valli nelle vicinanze
- Valle di Danyor
- Valle di Gilgit
- Valle dello Hunza
- Valle di Shalt